# Ázerbájdžán na Eurovision Song Contest
Ázerbájdžán se zúčastnil 17 ročníků soutěže Eurovision Song Contest, poprvé v roce 2008. Ázerbájdžánským vysílatelem, který se soutěže účastní, je İctimai Television (İTV). Ázerbájdžán byl poslední zakavkazskou zemí, která v soutěži debutovala, a zároveň také první, která v ní zvítězila.
Země soutěž vyhrála v roce 2011 s písní „Running Scared“, kterou zpívali Ell & Nikki. Ázerbájdžán také v letech 2009 až 2013 vždy skončil mezi pěti nejlepšími – třetí, pátý, první, čtvrtý a druhý. Země čtyřikrát nepostoupila do finále, a to v letech 2018, 2023, 2024 a 2025.

## Výsledky
| Rok  | Interpret                   | Píseň                 | Jazyk                        | Finále        | Finále        | Semifinále       | Semifinále       |
| Rok  | Interpret                   | Píseň                 | Jazyk                        | Pořadí        | Body          | Pořadí           | Body             |
| ---- | --------------------------- | --------------------- | ---------------------------- | ------------- | ------------- | ---------------- | ---------------- |
| 2008 | Elnur a Samir               | „Day After Day“       | angličtina                   | 8.            | 132           | 6.               | 96               |
| 2009 | Aysel a Arash               | „Always“              | angličtina                   | 3.            | 207           | 2.               | 180              |
| 2010 | Safura                      | „Drip Drop“           | angličtina                   | 5.            | 145           | 2.               | 113              |
| 2011 | Ell & Nikki                 | „Running Scared“      | angličtina                   | 1.            | 221           | 2.               | 122              |
| 2012 | Sabina Babayeva             | „When the Music Dies“ | angličtina                   | 4.            | 150           | hostitelská země | hostitelská země |
| 2013 | Farid Mammadov              | „Hold Me“             | angličtina                   | 2.            | 234           | 1.               | 139              |
| 2014 | Dilara Kazimova             | „Start a Fire“        | angličtina                   | 22.           | 33            | 9.               | 57               |
| 2015 | Elnur Hüseynov              | „Hour of the Wolf“    | angličtina                   | 12.           | 49            | 10.              | 53               |
| 2016 | Samra                       | „Miracle“             | angličtina                   | 17.           | 117           | 6.               | 185              |
| 2017 | Dihaj                       | „Skeletons“           | angličtina                   | 14.           | 120           | 8.               | 150              |
| 2018 | Aisel                       | „X My Heart“          | angličtina                   | nepostup      | nepostup      | 11.              | 94               |
| 2019 | Chingiz                     | „Truth“               | angličtina                   | 8.            | 302           | 5.               | 224              |
| 2020 | Efendi                      | „Cleopatra“           | angličtina                   | ročník zrušen | ročník zrušen | ročník zrušen    | ročník zrušen    |
| 2021 | Efendi                      | „Mata Hari“           | angličtina                   | 20.           | 65            | 8.               | 138              |
| 2022 | Nadir Rustamli              | „Fade to Black“       | angličtina                   | 16.           | 106           | 10.              | 96               |
| 2023 | TuralTuranX                 | „Tell Me More“        | angličtina                   | nepostup      | nepostup      | 14.              | 4                |
| 2024 | Fahree feat. Ilkin Dovlatov | „Özünlə apar“         | angličtina, ázerbájdžánština | nepostup      | nepostup      | 14.              | 11               |
| 2025 | Mamagama                    | „Run with U“          | angličtina                   | nepostup      | nepostup      | 15.              | 7                |

| Legenda | Legenda                              |
| ------- | ------------------------------------ |
| 1       | 1. místo                             |
| 2       | 2. místo                             |
| 3       | 3. místo                             |
| ◁       | poslední místo                       |
| X       | interpret vybrán, ale nezúčastnil se |

## Galerie

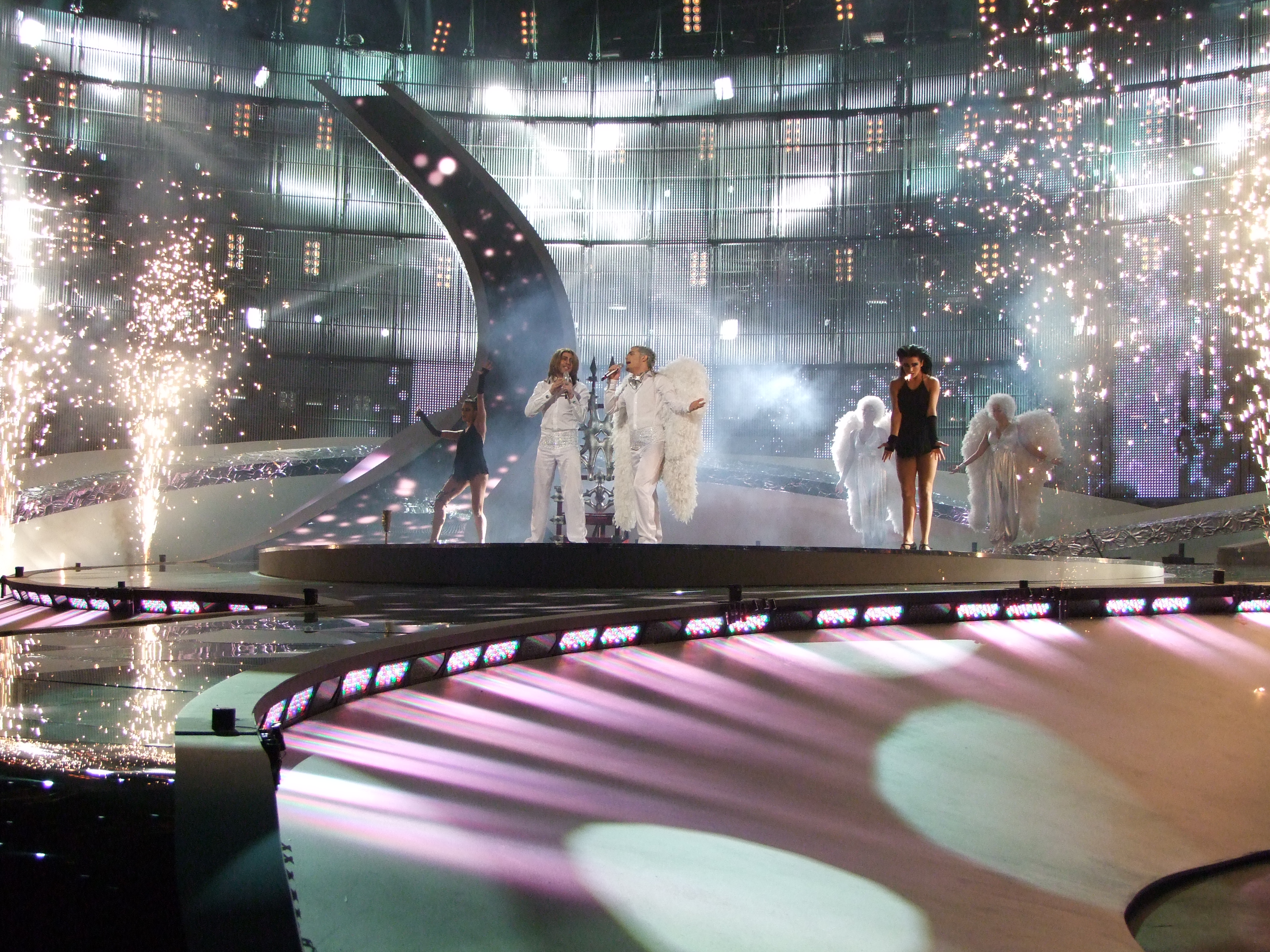
Elnur & Samir v Bělehradě (2008)
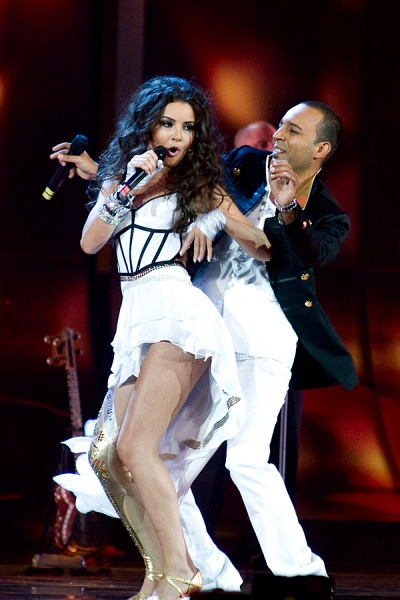
Aysel & Arash v Moskvě (2009)
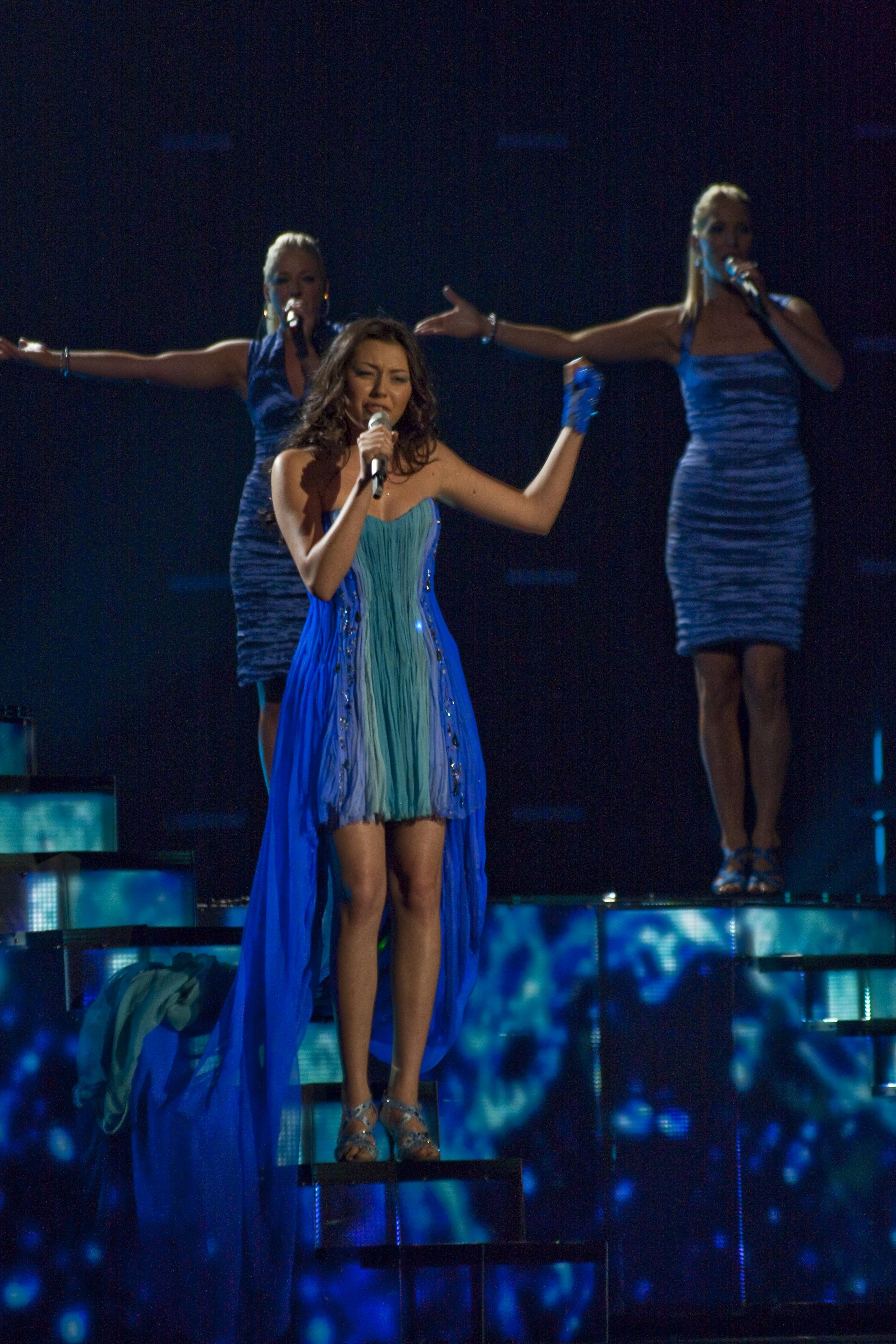
Safura v Oslu (2010)
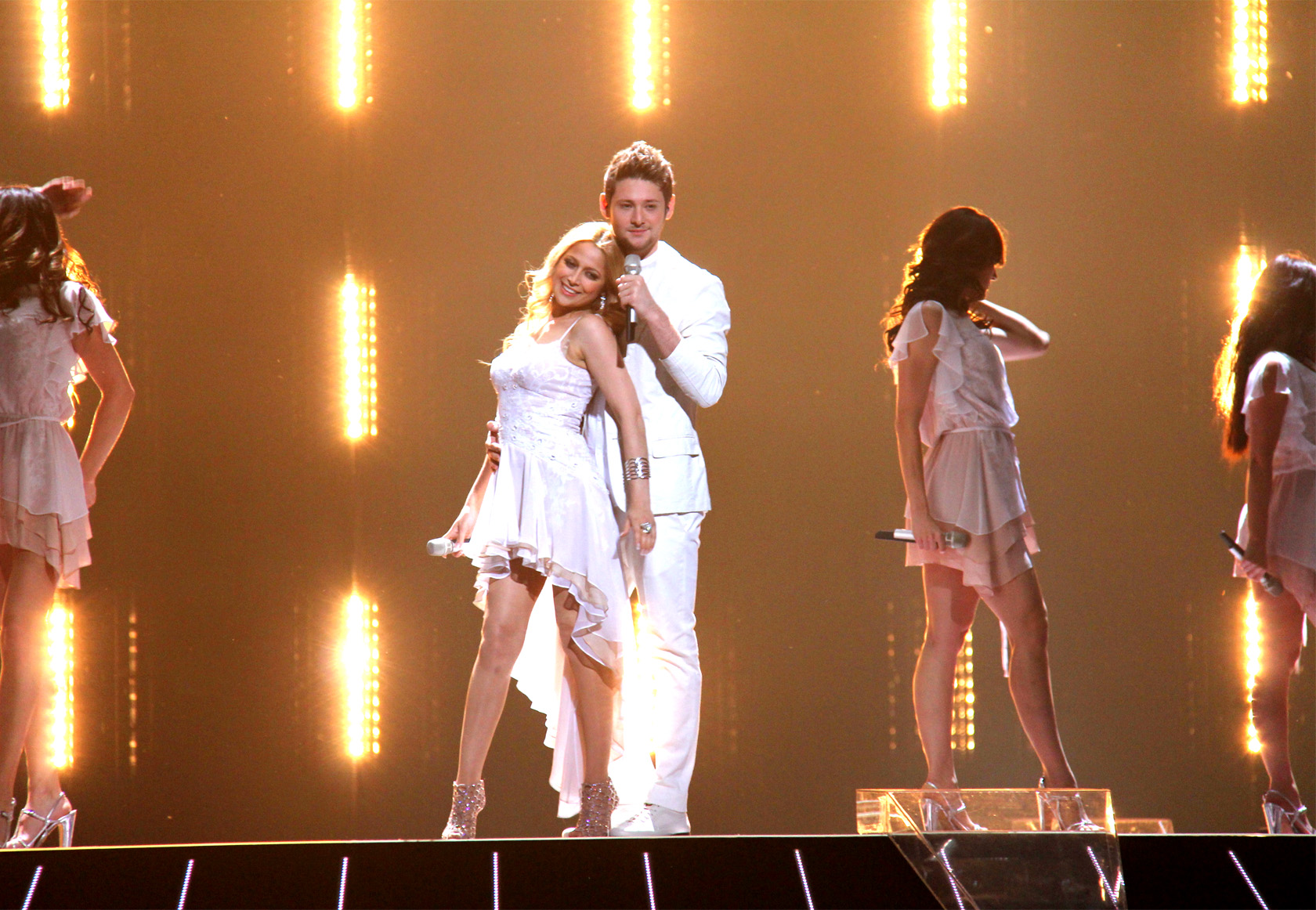
Ell & Nikki v Düsseldorfu (2011)
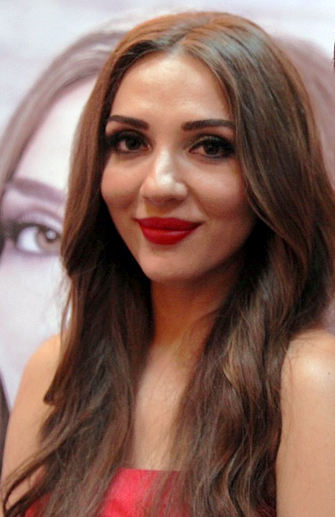
Sabina Babayeva v Baku (2012)
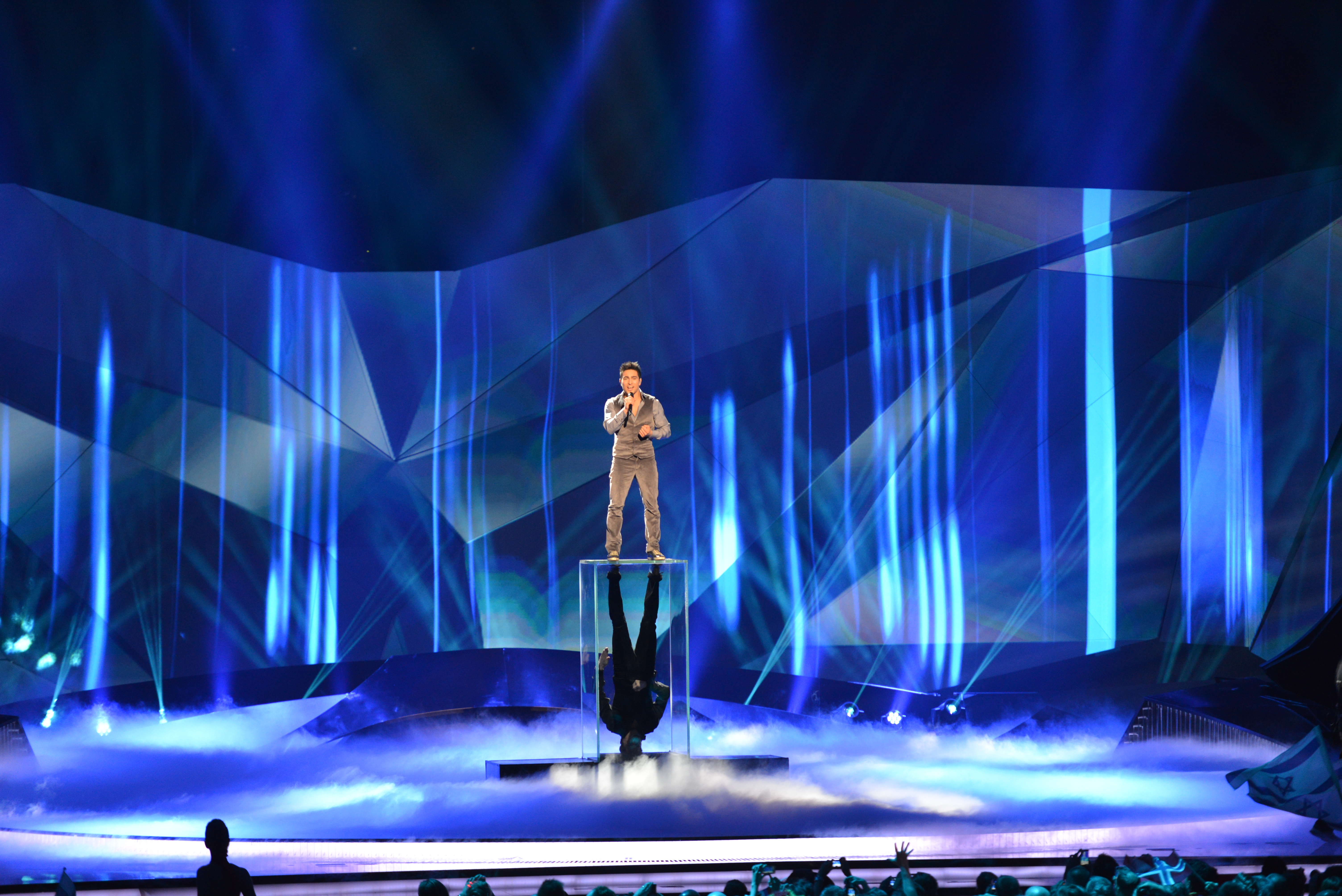
Farid Mammadov v Malmö (2013)
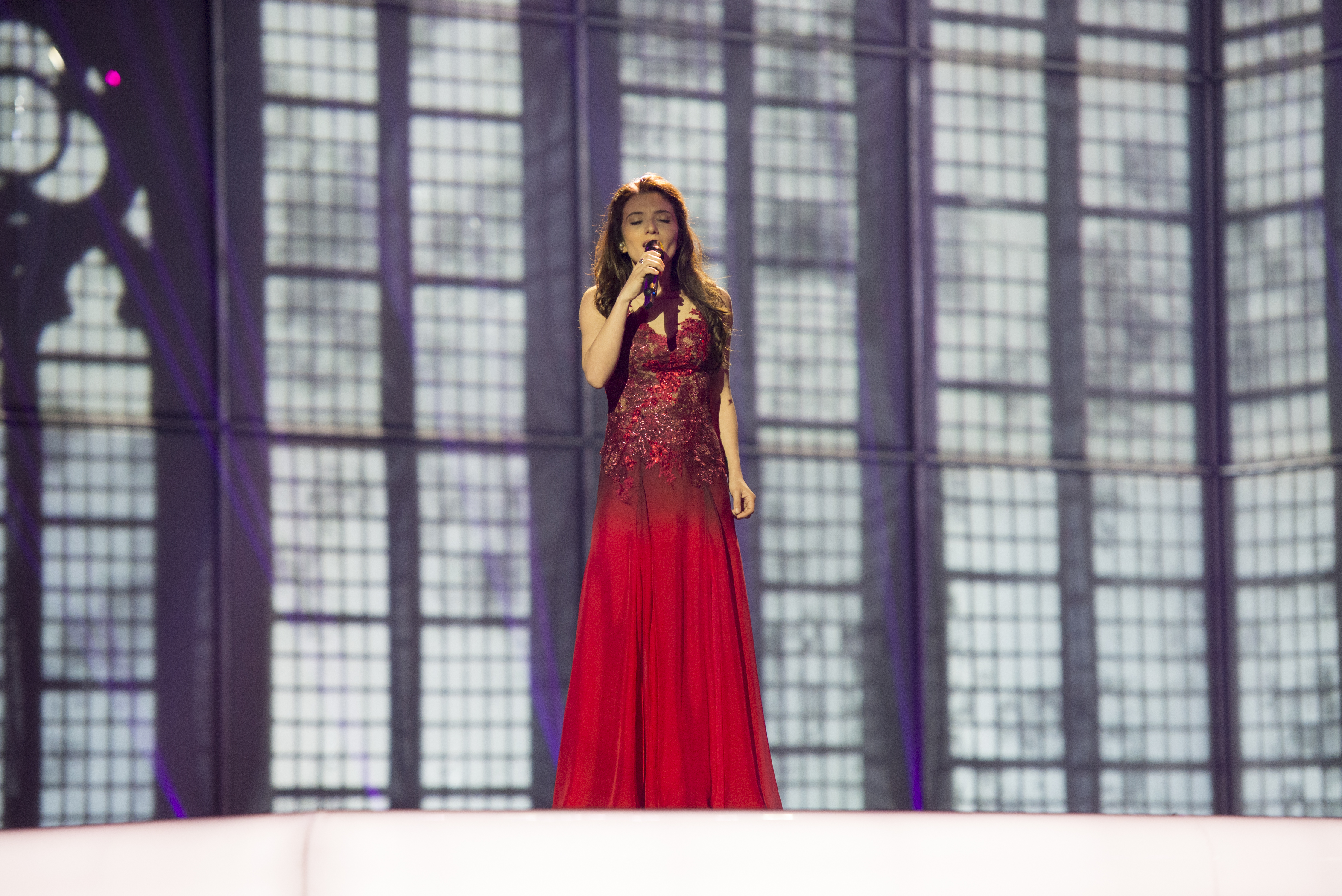
Dilara Kazimova v Kodani (2014)
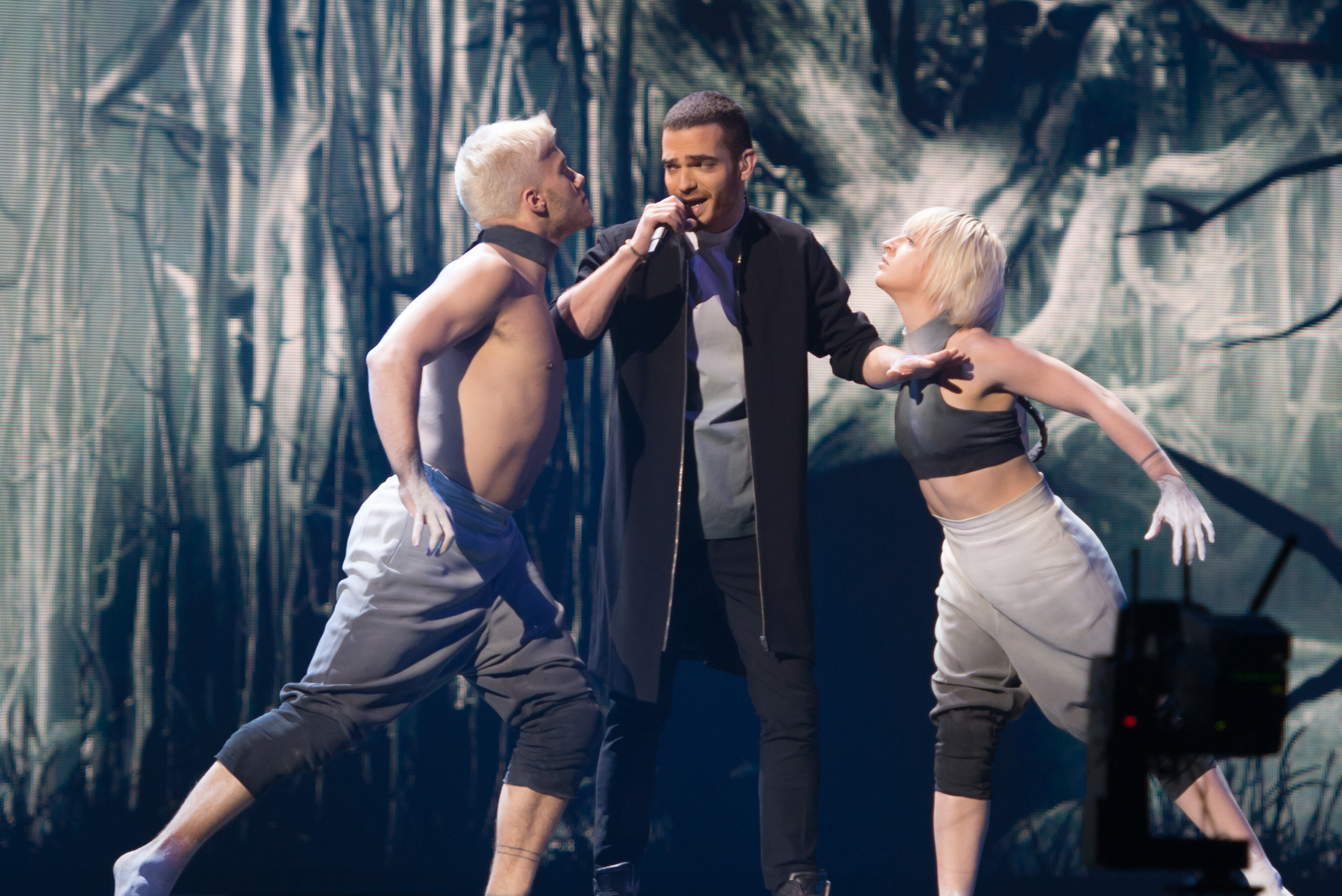
Elnur Hüseynov ve Vídni (2015)
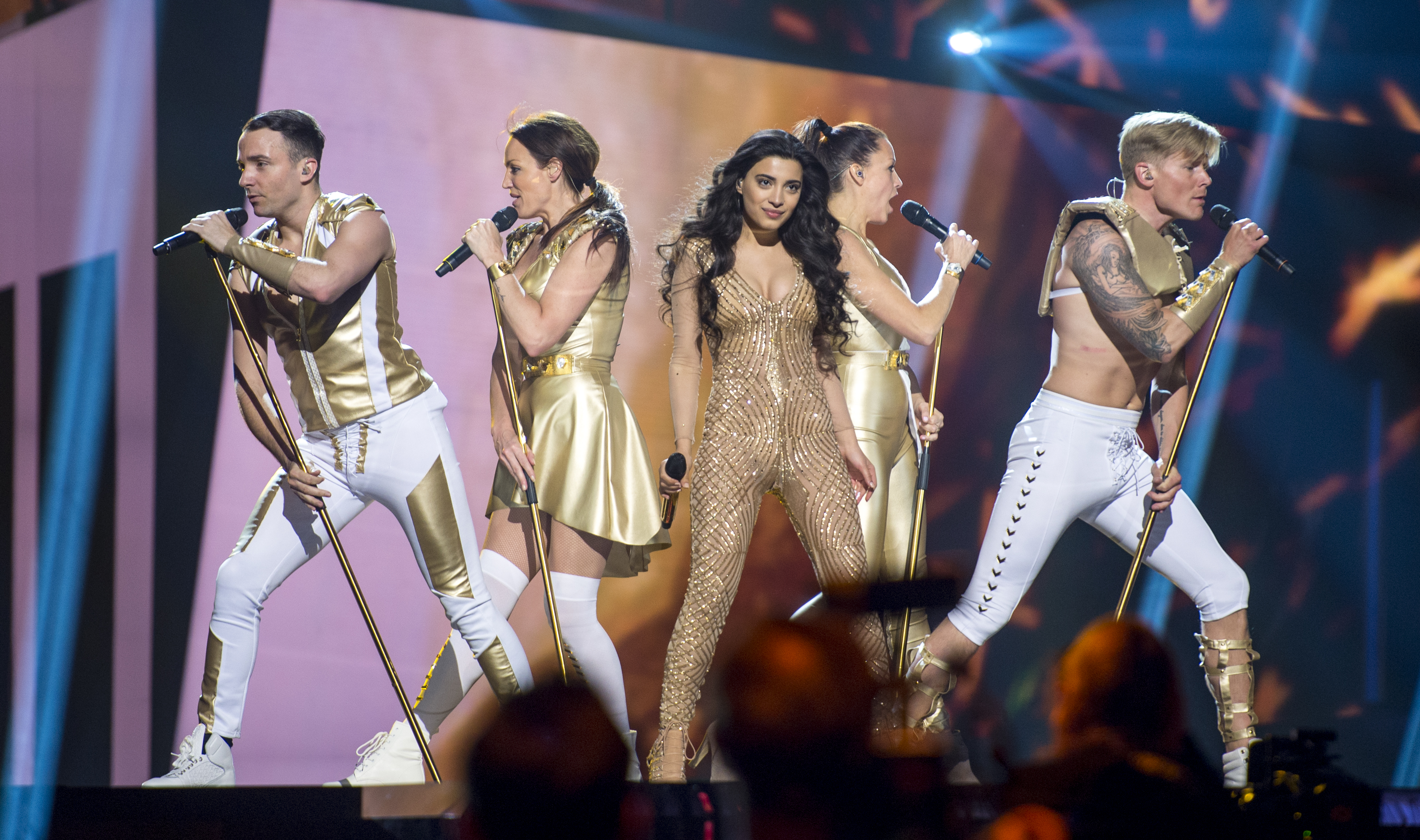
Samra Rahimli ve Stockholmu (2016)
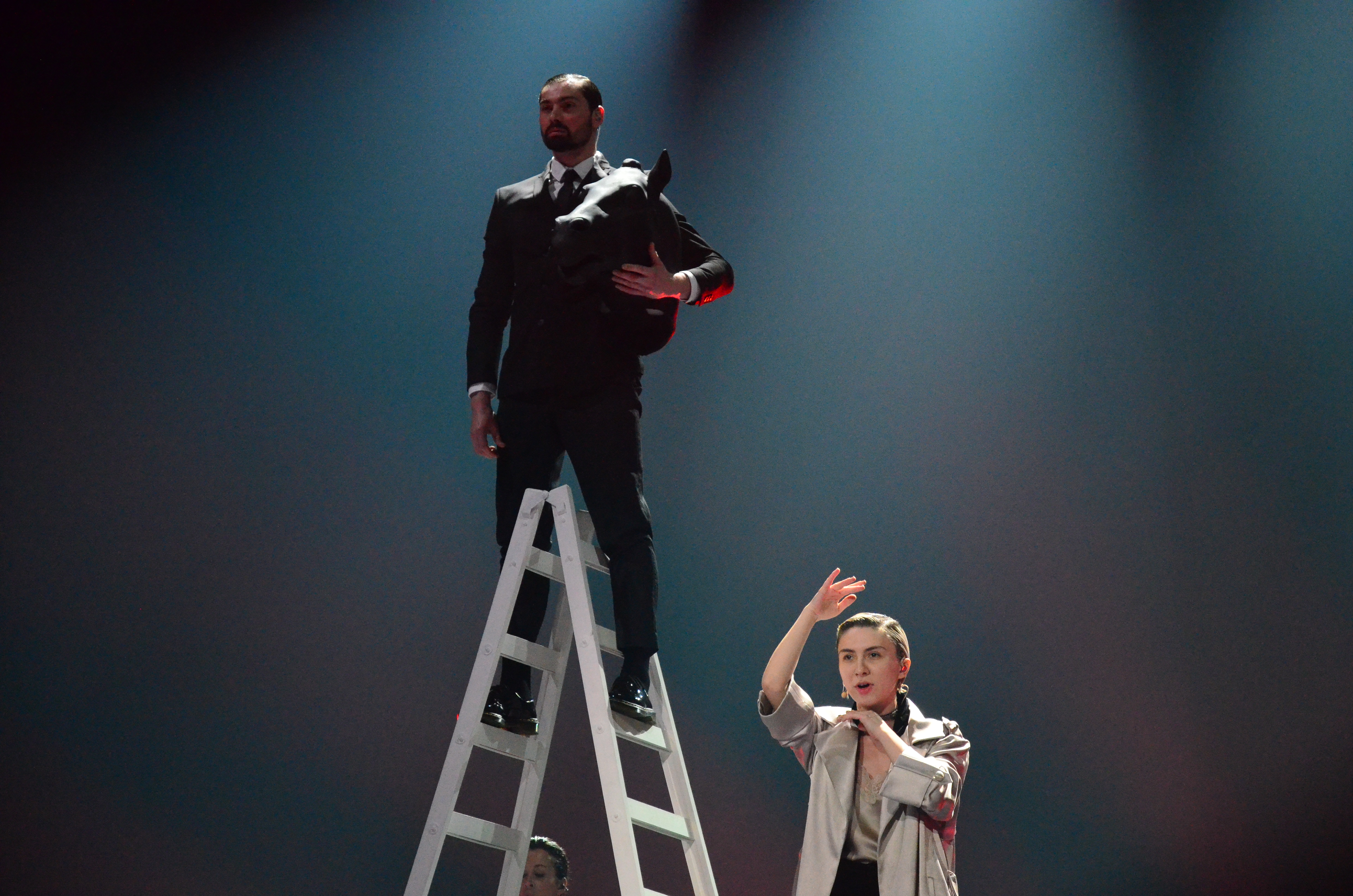
Diana Hajiyeva v Kyjevě (2017)
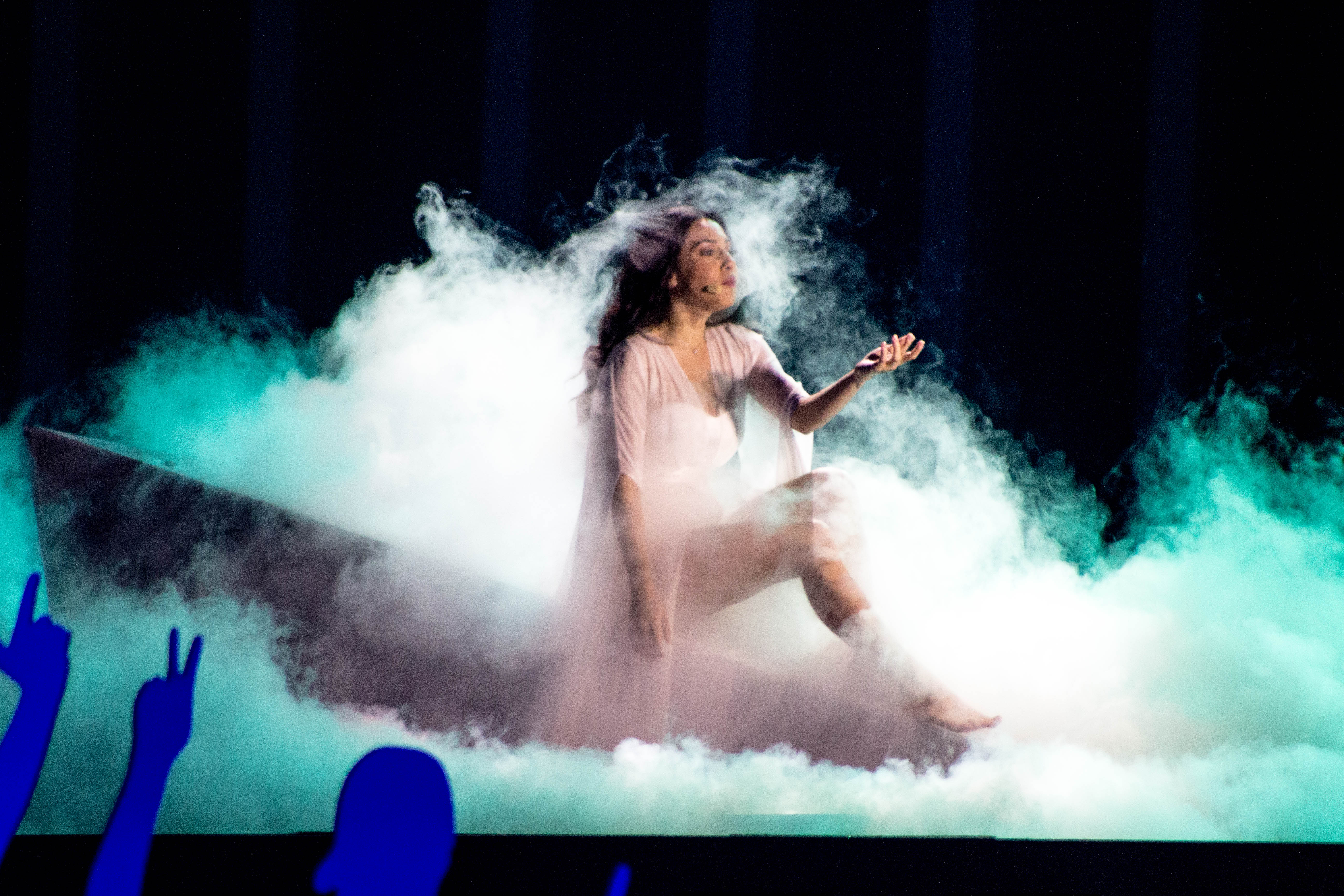
Aisel v Lisabonu (2018)
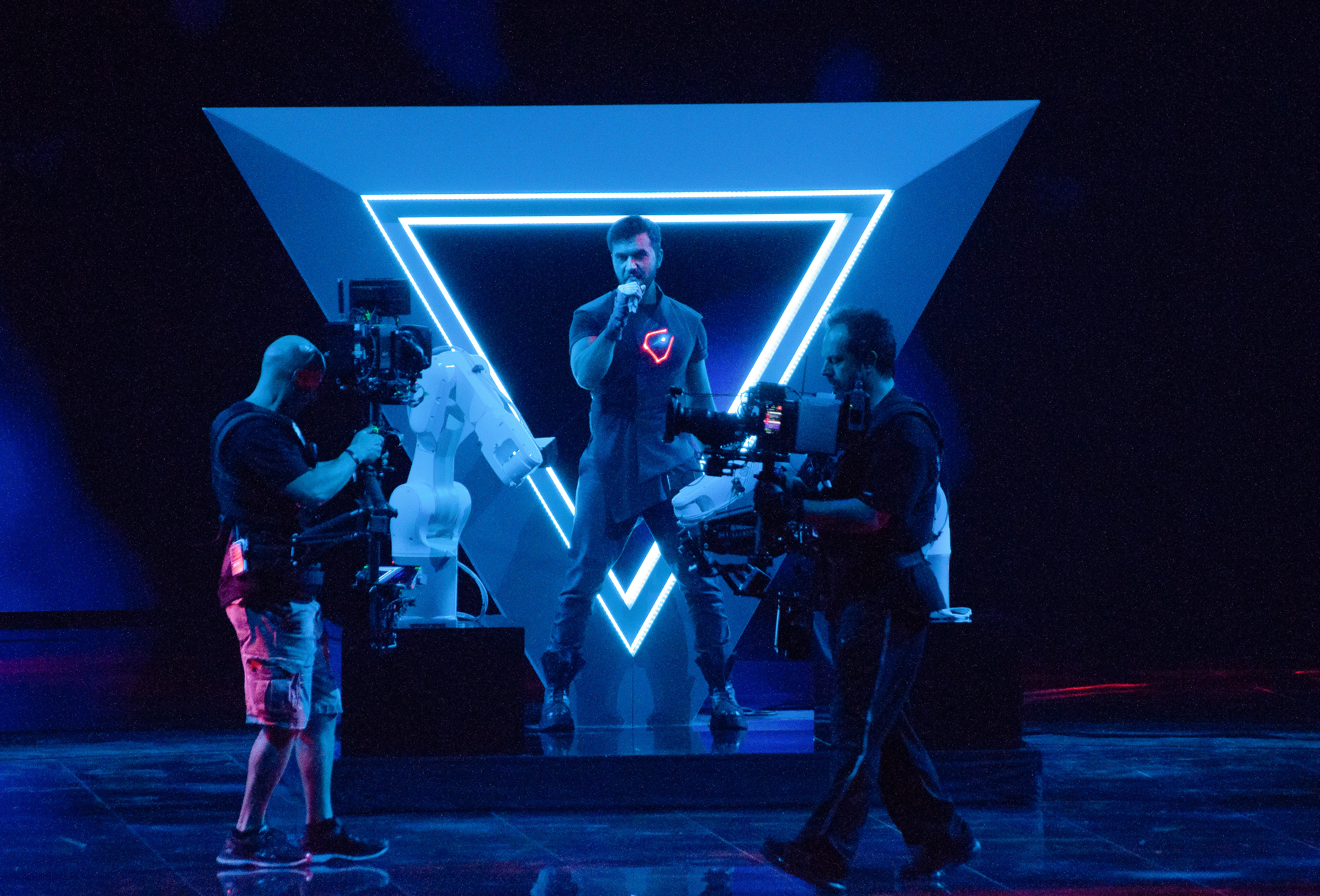
Chingiz v Tel Avivu (2019)
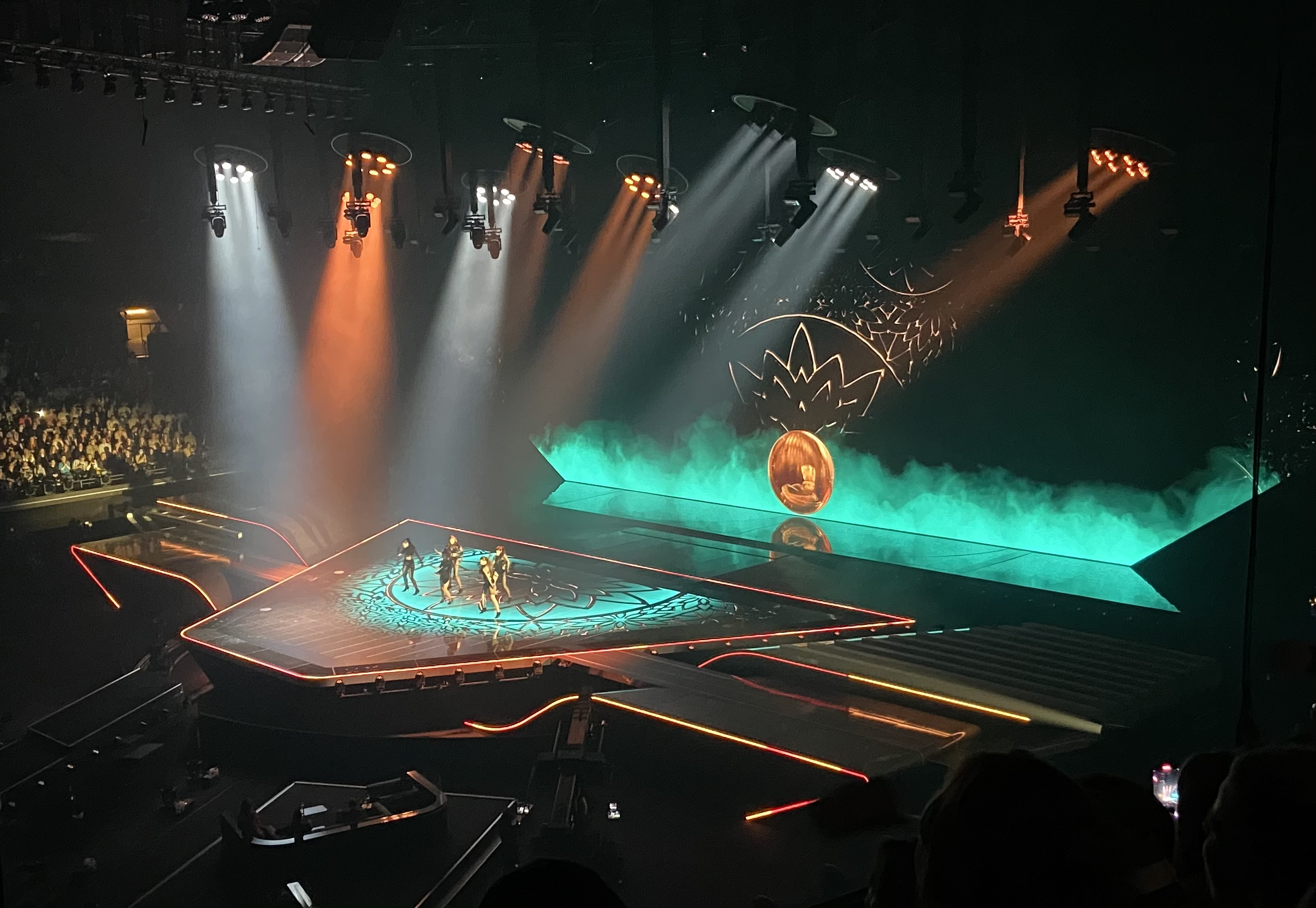
Efendi v Rotterdamu (2021)
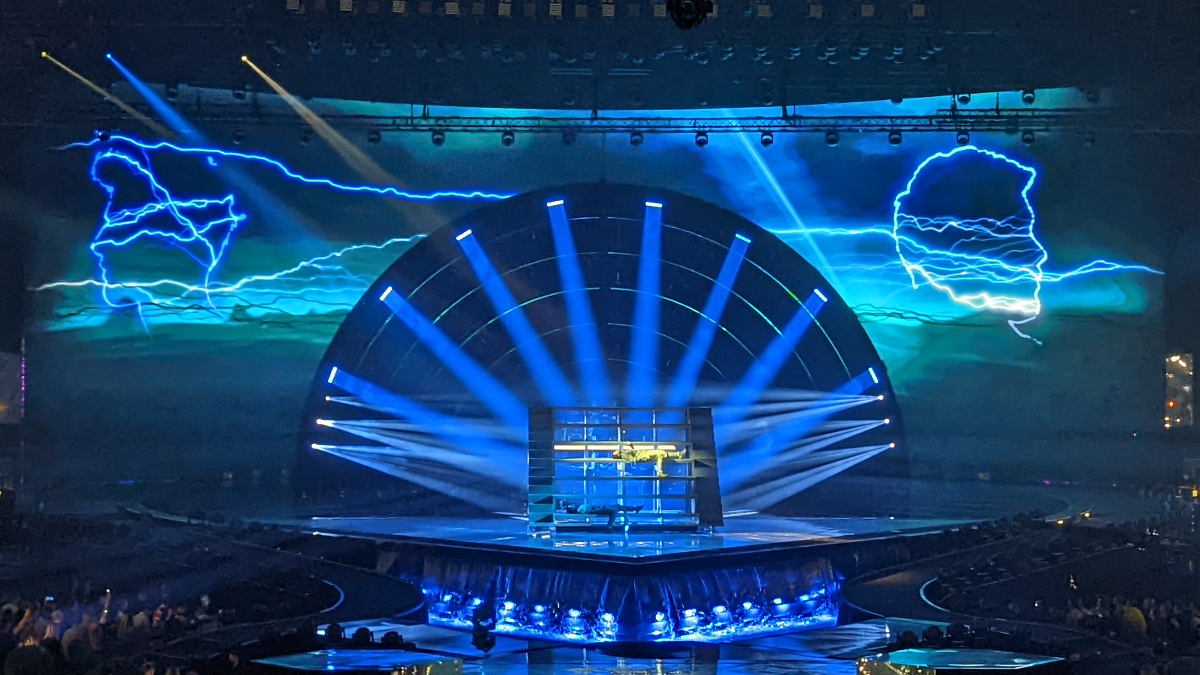
Nadir Rustamli v Turíně (2022)
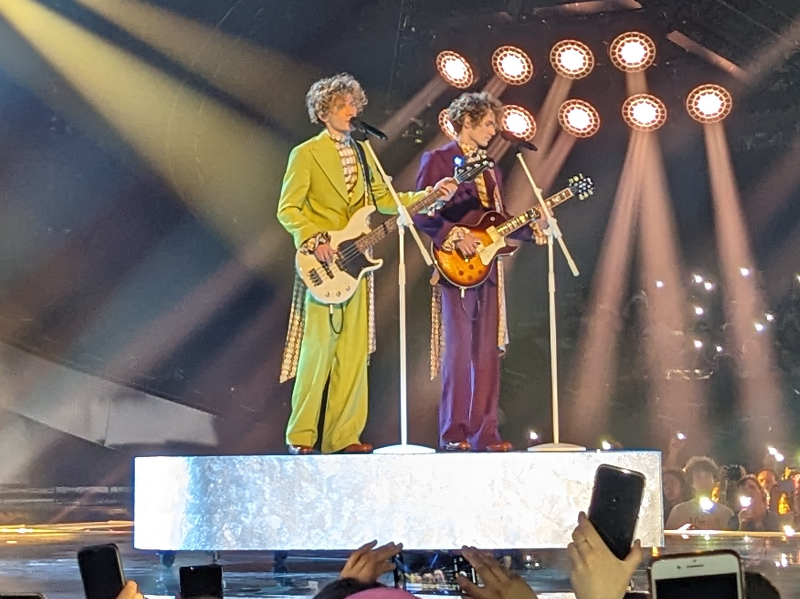
TuralTuranX v Liverpoolu (2023)
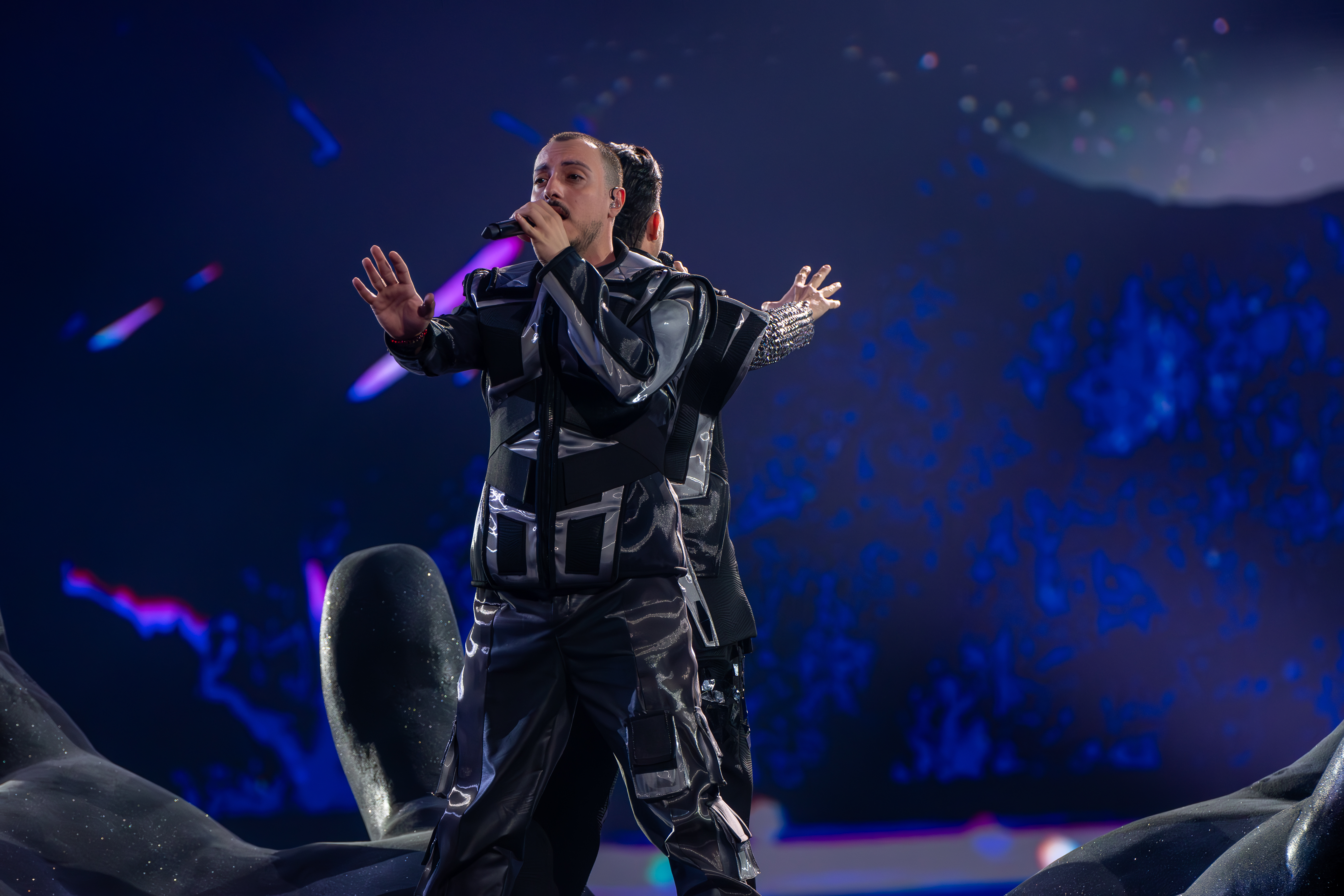
Fahree feat. Ilkin Dovlatov v Malmö (2024)
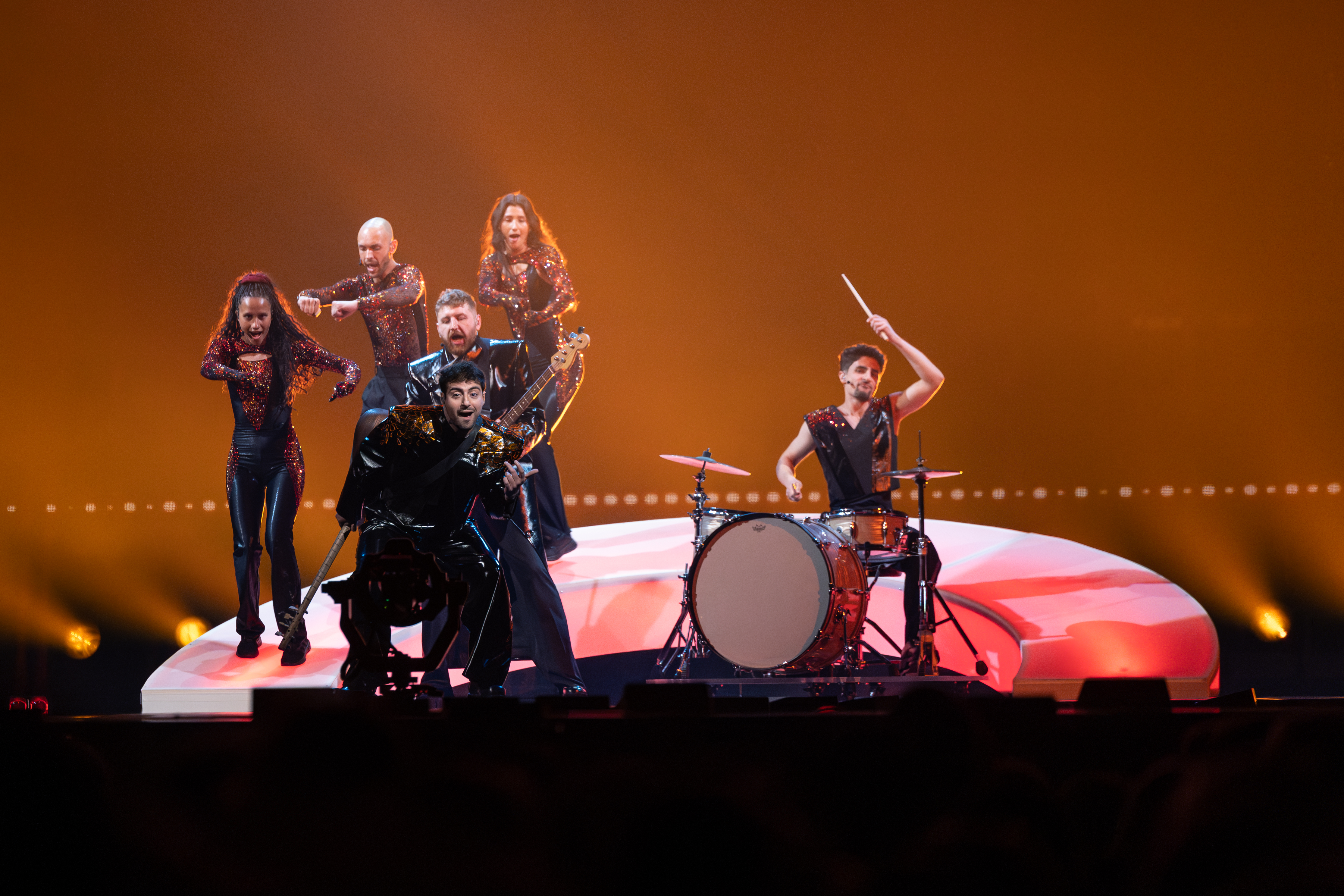
Mamagama v Basileji (2025)